# جورج دبليو. رايس
جورج دبليو. رايس (بالإنجليزية: George W. Rice)‏ هو شخصية أعمال أمريكي، ولد في 1823، وتوفي في 1856.